# ジャック・ウィンザー・ルイス
ジャック・ウィンザー・ルイス（英語：Jack Windsor Lewis、1926年 - 2021年7月11日）は、イギリスの音声学者である。英語音声学や、外国人英語学習者への英語発音指導に関する研究で知られる。

## 略歴
1926年、ルイスはウェールズの首府カーディフに生まれた。地元のハワード・ガーデンズ高校を卒業後、国家公務員として就職した。
1948年、ウェールズ大学に入学。1951年に中世英語の優等学士学位を取得して卒業した後、海外で英語を教える仕事を次々と経験した。
その後、ルイスは発音の研究に特に興味を持ち、1954年にユニバーシティ・カレッジ・ロンドン（UCL）音声学科に入学。当時、英語音声学者で最も影響力のあったアルフレッド・チャールズ・ギムソンとジョセフ・デズモンド・オコナーの指導を受け、1957年に国際音声学会の認定証（1級）を取得した。UCL卒業後は、テヘラン大学で3年間、オスロ大学で7年間など、海外での教職を経験した。
1970年、ルイスはリーズ大学言語学・音声学科の音声学講師に任命された。1989年に退職するまで、『A Concise Pronouncing Dictionary of British and American English』など、音声学に関する書籍を執筆した。また、この頃ルイスは法言語学的音声学にも積極的に取り組み、1991年にはInternational Association for Forensic Phoneticsの創設メンバーとなった。

## 功績

### A Concise Pronouncing Dictionary of British and American English
UCL卒業後、海外で教職に就いていたルイスは、1972年に名著と称される『A Concise Pronouncing Dictionary of British and American English』を出版した。これは、イギリス英語とアメリカ英語の両方を網羅した初めての発音辞典であり、古いものを捨てて新しいものを取り入れる（吐故納新）という、当時としては革新的で大胆な姿勢を示したものだった。しかし、1974年に非英語母語話者向けの英語辞書である『Oxford Advanced Learner's Dictionary of Current English』の発音編集者に着任した際、この路線は控えめにしなければならないとルイスは感じた（実際は、A. S. Hornbyのために、この英語辞書もイギリス英語とアメリカ英語の両方の発音記号を掲載するように変更した）。

### 英語の母音の発音表記
1960年代から70年代にかけて、英語の母音音素をどのように表わすかという論争が音声学者の間であった。ルイスは、それまで主流であったダニエル・ジョーンズの「音量表記」に対抗して、「音質表記」を熱心に提唱した。だが、この議論はUCL時代にルイスが師事していたギムソンの提案した妥協案に落ち着き、この妥協案が「音質音量表記」となった。
　発音表記については、「英和辞典#発音表記」を参照。

## 著書
- Windsor Lewis (1969) A Guide to English Pronunciation.
- Windsor Lewis (1972）A Concise Pronouncing Dictionary of British and American English
- Windsor Lewis, A. S. Hornby & A. P. Cowie (1974) Oxford Advanced Learner’s Dictionary of Current English'.
- Windsor Lewis (1977) People Speaking

## ブログ
- The home page of Jack Windsor Lewis

英語の音声学や音声学者に関するルイスのブログ記事は多量で、広く読まれている。